# Бърнс (град, Орегон)
Бърнс (на английски: Burns) е град в окръг Харни, щата Орегон, САЩ. Бърнс е с население от 3064 жители (2000) и обща площ от 9,2 km². Намира се на 1264 m надморска височина. ЗИП кодът му е 97720, а телефонният му код е 541.